# Ouïghours
Ne doit pas être confondu avec Yugurs.
Cet article concerne le peuple des Ouïghours. Pour la langue ouïghoure, voir ouïghour. Pour ancienne écriture ouïghour, voir Alphabet ouïghour. Pour ancien empire ouïghour, voir Khaganat ouïgour.
Les Ouïghours ou Ouïgours (littéralement « unité » ; en ouïghour : ئۇيغۇر ; en chinois simplifié : 维吾尔 ; chinois traditionnel : 維吾爾 ; pinyin : Wéiwú'ěr) sont un peuple turcophone autrefois manichéens et aujourd'hui à majorité musulmane sunnite habitant la région autonome ouïghoure du Xinjiang (appelé Turkestan oriental par les Russes et Britanniques à la fin du XIXe siècle et auparavant placé dans la « Tartarie chinoise ») en Chine et en Asie centrale. Ils représentent une des cinquante-six nationalités reconnues officiellement par la république populaire de Chine (pinyin : wéiwú’ěr zú). Ils sont apparentés aux Ouzbeks. Leur langue turque est l'ouïghour. Originaires d'une région située entre la Selenga (en Mongolie) et le lac Baïkal (actuelle Bouriatie, en Russie), ils fondent le Khaganat ouïghour, situé sur l'actuelle Mongolie, de culture turque et de religion manichéenne, qui est le berceau de leur civilisation. Allié de la Chine contre l'Empire du Tibet, leur khaganat est détruit au IXe siècle par les Kirghiz, ce qui les oblige à s'installer plus au sud. Leur population est estimée à environ 25 millions de personnes en Asie Centrale, tandis qu'ils sont estimés à 12 millions en Chine, par le gouvernement[réf. nécessaire]. D'après le Uyghur Human Right Project, basé à Washington, depuis 2014, des Ouïghours sont placés par le gouvernement chinois dans des camps d'internement.

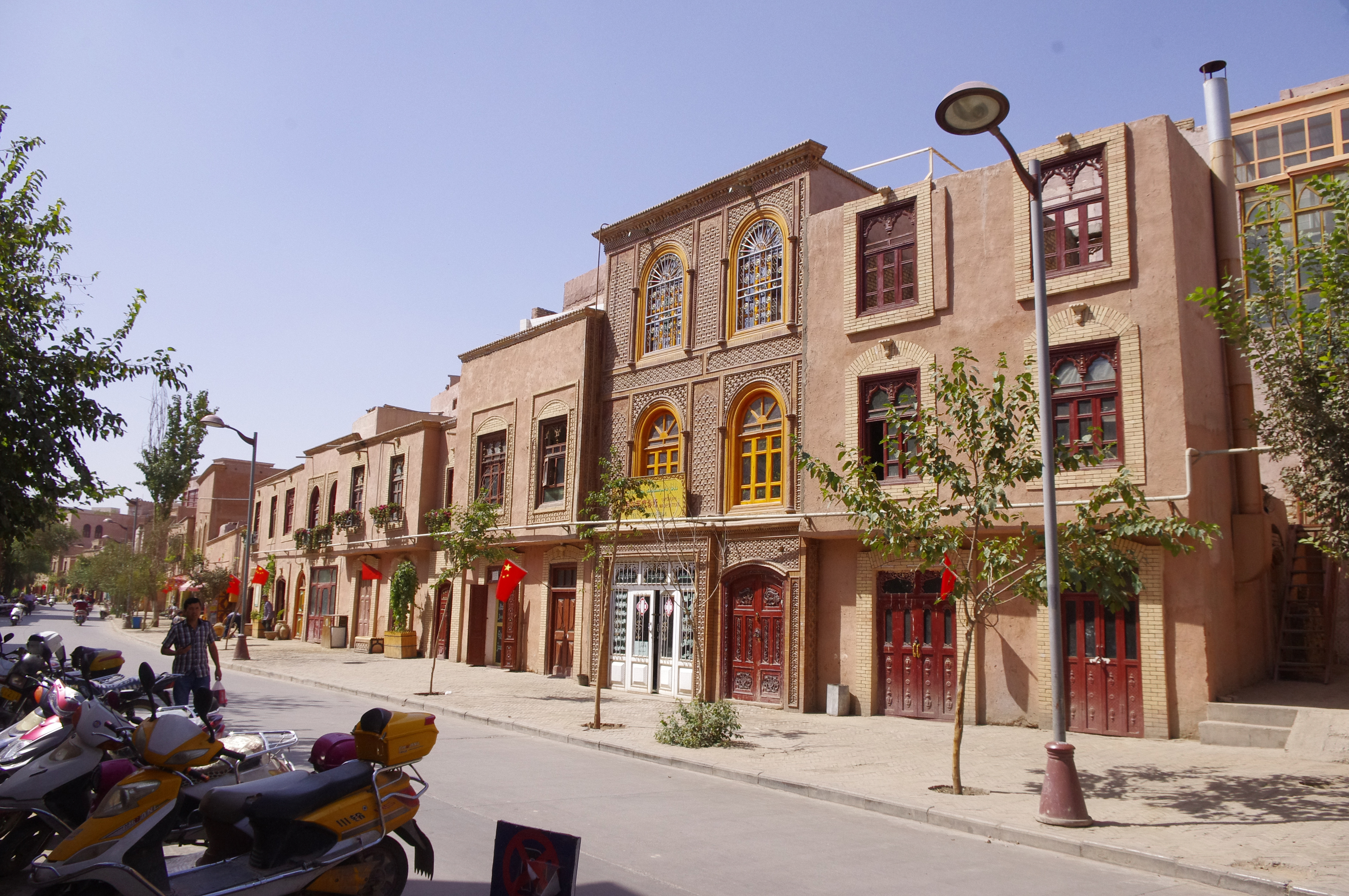
Kashgar quartier historique.

## Lexicologie de l’ethnie et de la langue
Le nom de la langue peut s'écrire de nombreuses façons comme « ouïghour », « ouïgour », « ouigour », « ouighour », « uigur ». Ce nom a été rapproché de racines turques comme uy- « suivre, poursuivre » ou uya- « allié, parent ».
L'orthographe la plus fréquemment utilisée depuis les années 1990 et qui tend à devenir la norme est « ouïghour » en français. Le nom du groupe ethnique et de la langue est prononcé [ujɣur] et s’écrit « ئۇيغۇر » en écriture arabe du ouïghour (écriture officielle du ouïghour en Chine). L’utilisation de « gh » pour des noms propres qui ont le son [ɣ] est courante en français. Par exemple : Afghan, Gharb, Maghreb. C'est un phonème commun aux langues turques et mongoles.

## Localisation géographique: le Xinjiang
Cette vaste région de Chine est connue sous divers noms :
- son nom officiel actuel — Région autonome ouïghoure du Xinjiang —, dérivé du terme utilisé par les Mandchous, peuple qui gouvernait la Chine sous la dynastie Qing ;
- dans l'Antiquité, lors de son contrôle par les Kouchans, indo-européens : Empire kouchan (Ier siècle av. J.-C. — IIIe siècle) ;
- depuis la dynastie Han jusqu'à la dynastie Tang, notamment sous le protectorat des Régions de l'Ouest et le Protectorat général pour pacifier l'Ouest : Régions de l'ouest (chinois : 西域 ; pinyin : Xīyù) ;
- au XVIIe siècle et XVIIIe siècle : Khanat dzoungar, ou, en Occident, Dzoungarie, qui était désigné comme faisant partie de la Tartarie chinoise (cette description incluait également la Mongolie, la Mandchourie et l'ensemble ou partie du plateau tibétain selon les époques, voir article Tartarie) ;
- pendant les conquêtes des empires européens dans la seconde moitié du XIXe siècle et première moitié du XXe siècle : Turkestan oriental, lors de deux brèves républiques indépendantes comportant différents peuples turcs, Première République (1933-1934) et Seconde République (1944-1949) ;
- après la défaite de l’armée de l’empire Tang face aux armées musulmanes, composées d’Arabes du Califat abbasside, alliés à l'empire du Tibet, lors de la bataille de Talas, près de la rivière Talas au Kazakhstan (en 751), les territoires sont tour à tour contrôlés par l'Empire tibétain, puis brièvement par les Ouïghours du Khaganat ouïghour, alors alliés de la dynastie Tang, après avoir repoussé les Tibétains.

## Religions avant l'arrivée de l'islam
Le manichéisme prit racine et se développa dans les différents États ouïghours jusque vers la fin du Ier millénaire (voir les enluminures trouvées à Gaochang (ou Qoco) près de Tourfan).
Le christianisme nestorien, qui atteignit la Mongolie et la Chine, fut aussi longtemps important chez les Ouïghours. En 1289 le khan mongol de l'Ilkhanat de Perse, Arghoun, envoie le moine ouïghour nestorien Rabban Bar Sauma en ambassade auprès du roi de France Philippe IV le Bel et du roi d'Angleterre Édouard Ier, notamment pour leur proposer une attaque conjointe contre les Mamelouks. Il y a encore un évêché nestorien à Kachgar au XIVe siècle.

## Histoire

### Origine ethnique
Bien avant de se sédentariser d'abord en Mongolie, sous le khaganat ouïgour (744 à 848), puis dans différentes régions de Chine dont une importante partie de l'actuel Xinjiang, les Ouïghours ont été des nomades, comme de nombreux peuples turcs. Ils sont signalés entre la Selenga (actuelle Mongolie) et le lac Baïkal (actuelle Bouriatie, en fédération de Russie). En 657, ils furent les alliés des Chinois contre les Göktürks occidentaux, puis contre l'Empire tibétain, et enfin, contre la courte dynastie Yan (756 – 763) créée à la suite de la rébellion du général An Lushan de la dynastie Tang. 
Les ossements trouvés dans les tombes associées à la culture ouïghoure des VIIIe siècle et IXe siècle sont en majorité ceux de type europoïde brachycéphale, avec de légères influences mongoloïdes. Les archéologues russes les jugent physiquement proches des Ouzbeks actuels. Selon les fresques, les Ouïghours sont représentés avec des traits plutôt mongoloïdes, ou plutôt europoïdes.
Les Ouïghours actuels ne descendent pas seulement des anciens Ouïghours, mais ont connu des apports ouzbeks, iraniens orientaux, et tokhariens. D'une manière générale, l'analyse génétique des populations actuelles ouïghoures montre une forte continuité génétique dans le Xinjiang depuis l'Âge du fer jusqu'à présent.

### Khaganat ouïghour (744–848)
En 744, ils vainquirent les Göktürks et les remplacèrent comme maîtres sur le territoire de l'actuelle Mongolie. Leur religion officielle est alors le manichéisme. Le 20 novembre 762, Bögü, troisième hâkan (qagan ou khagan) des Ouïghours, aida l'empereur chinois Tang Suzong à reprendre Chang'an (aujourd'hui Xi'an) et Luoyang, la capitale chinoise qui avait été capturée par le rebelle et fondateur de l'éphémère dynastie Yan, An Lushan. Il se convertit au manichéisme, qui fleurira sur le territoire du khaganat et des royaumes ouïghours qui sont nés après sa chute.
Ils sont chassés de ce territoire par les Kirghizes qui y installent le khaganat kirghize du Ienisseï (840 – 925). À la même période, les Qarakhanides prennent leur indépendance des Ouïghours.

### Les royaumes ouïghours (843 –XIIesiècle)

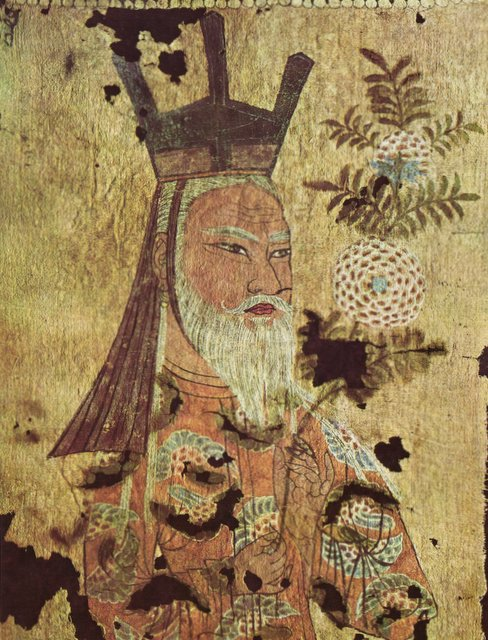
Empereur ouïghour de Qocho.

La chute du Khaganat provoqua la migration puis la division du peuple ouïghour. Une partie d'entre eux s'installa dans le corridor du Hexi ou corridor du Gansu, ce qui leur valut le nom de Ouïghours du Gansu. Leur royaume, fondé vers 848, dura jusqu'en 1036, date à laquelle leur territoire fut envahi et annexé par le Jiedushi de Dingnan (en), un Tangoute dont les descendants fondèrent la dynastie des Xia occidentaux.

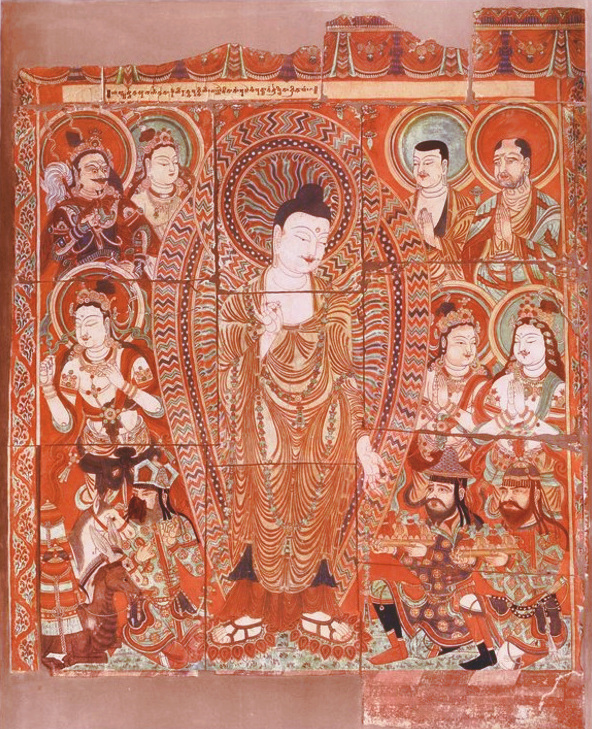
peinture bouddhique, grottes de Bezeklik, royaume de Qocho.
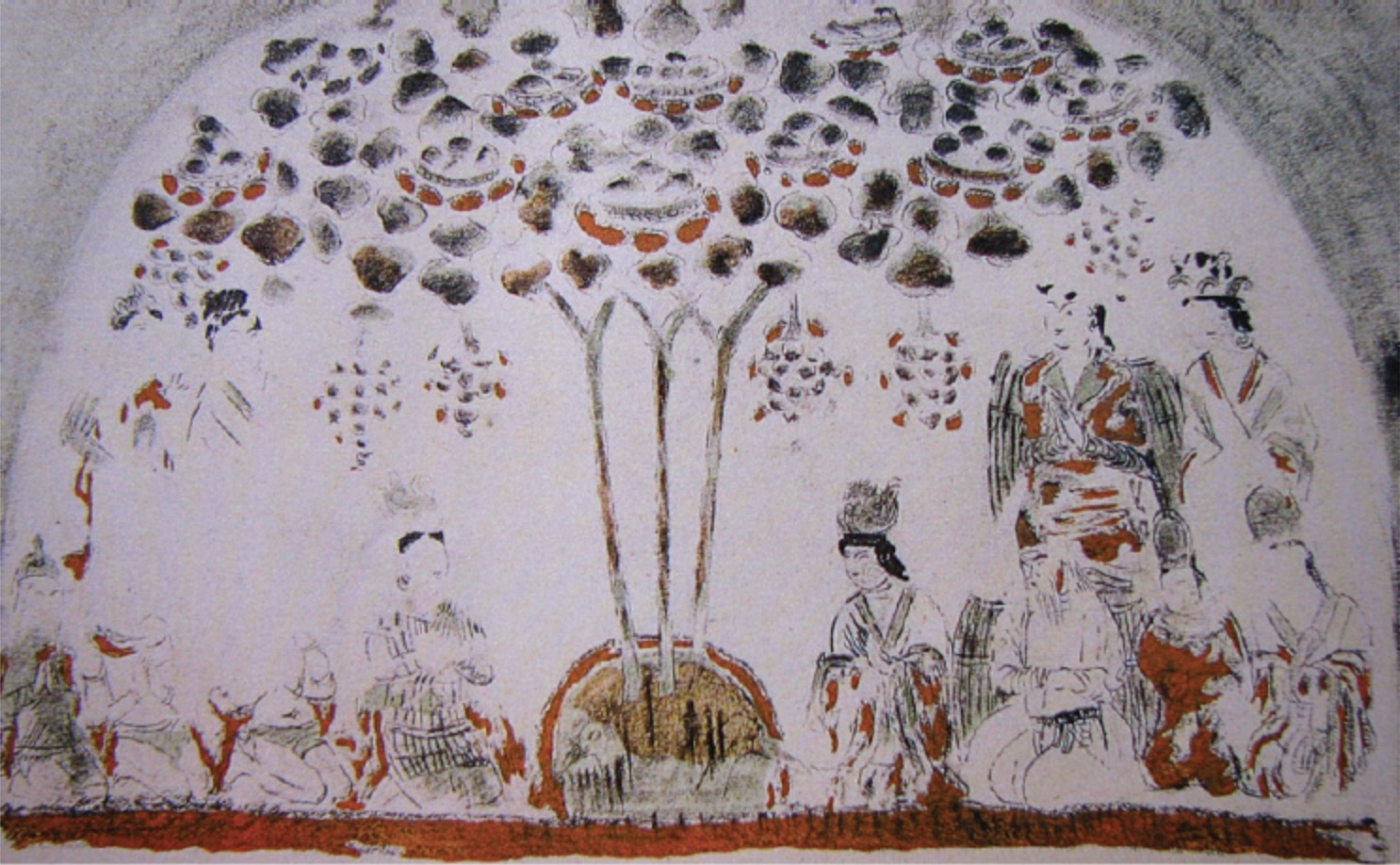
Vénération de la vie, peinture manichéenne, grottes de Bezeklik, royaume de Qocho.
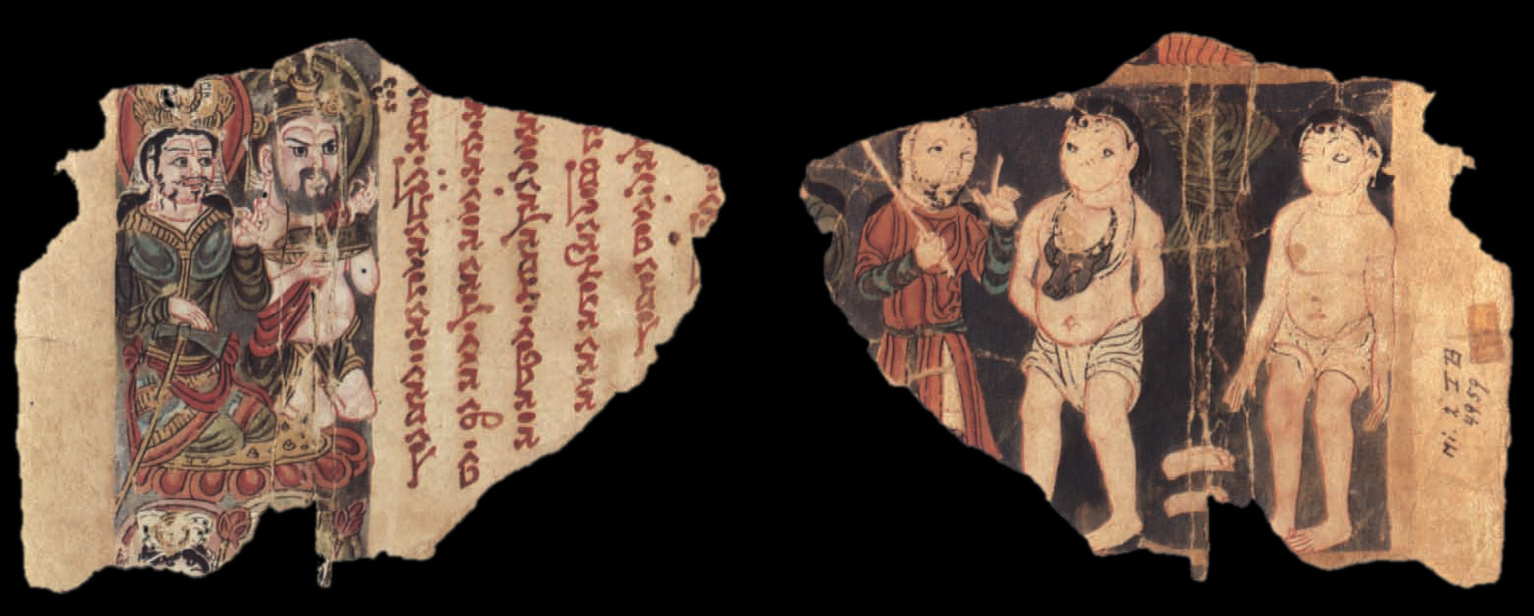
Fragment d'un texte manichéen du royaume ouïghour de Qocho, retrouvé à Gaochang (ou Qocho/Khoco) en alphabet ouïghour (abandonné depuis).

### Assujetissements aux Kara-khitansXIesiècleàXIIesiècle
Plus à l'ouest, un autre groupe fonda le Royaume de Qocho en 843. Ce royaume maintient son indépendance jusqu'en 1130, date a laquelle les Ouïghours se reconnaissent comme étant des vassaux des Kara-Khitans, un khanat fondé par les survivants de la dynastie Liao.
Lorsque les frontières de la Chine sont attaquées par le Tibétain Zhang Khong-bsher du clan Dba en tant que dernier représentant, pendant l'ère de la fragmentation (847 — ~1264) de l'empire du Tibet (629 — 877), il est défait par un général ouïghour de Pei-t'ing Les Ouïghours le décapitent et envoient sa tête à la capitale chinoise.

### Assujettissement aux Mongols,XIIesiècleàXVIesiècle
Lorsque les Kara-Khitans sont vaincus par l'Empire mongol en 1209, les Ouïghours de Qocho se reconnaissent comme étant leurs vassaux. En 1318 ils sont intégrés au Khanat de Djaghataï, un des quatre Khanats, comme royaume autonome. Finalement, le royaume disparut définitivement durant la décennie 1370, absorbé par le khanat.
Lors de l'éclatement de ce khanat, un royaume ouïghour renaquit, le Khanat de Yarkand. Fondé en 1514 et centré sur la ville de Yarkand, il domina le bassin du Tarim jusqu'en 1705, date de sa conquête et de son annexion par les Mongols Oïrats du Khanat dzoungar. Dès lors, ils firent partie de la région que l'on appelle Dzoungarie au XVIIe siècle, puis Xinjiang (autrefois transcrit Sinkiang), ce qui signifie littéralement en chinois « la nouvelle frontière » (新, xīn, « nouveau » et 疆, jiāng, « frontière », territoire limitrophe »), après sa conquête par les Mandchous de la dynastie Qing en 1750.

### Assujettissement à la dynastie QingXVIesiècleà 1911
À la suite des conquêtes par les Oïrats qoshots de l'actuelle province du Qinghai puis du Tibet, les Oïrats Dzoungars veulent étendre leur pouvoir en attaquant les Qoshots, grignotent les territoires khalkhas de Mongolie et de Mongolie-Intérieure, ainsi que l'empire Qing (gouverné par des Toungouses mandchous). Les Mongols des deux Mongolies s'allient aux Mandchous pour contrer les Dzoungars et conquièrent la région en 1759. Mettant fin au khanat dzoungar, les survivants partent vers les actuels Kirghizistan, Kazakhstan et Kalmoukie (au bord de la Volga).
Au XVIIIe siècle, les Ouïghours, alors vassaux des Dzoungars, entrent en révolte contre leurs maîtres, participent avec l'armée Qing au génocide des dzoungars

,

,

,

.

### Immixtion des empires européens
L’occupation mandchoue dura jusqu’en 1862 mais ces 103 ans d’occupation furent marqués par 42 révoltes ouïghoures[réf. nécessaire]. La révolte des Dounganes, des Huis (1862-1877) est une guerre de religion dans la région, Yaqub Beg, un aventurier tadjik, commandant de l'armée de Kokand (aujourd'hui en Ouzbékistan) prend le contrôle du Xinjiang et se déclare émir de Kasgharie. Il fut reconnu par l’Empire ottoman, l’Empire russe et l'Empire britannique[réf. nécessaire], mais les Britanniques, craignant une expansion russe vers l’Est, persuadèrent la cour mandchoue de reconquérir le pays. Les banques britanniques financèrent la reconquête. L’armée mandchoue sous les ordres du général Zuo Zongtang attaqua le Xinjiang en 1876. Le Xinjiang est de nouveau annexé à l’Empire mandchou des Qing le 18 novembre 1884.

### République de Chine
La république de Chine, après le renversement du « dernier Empereur » en 1911, maintint le Xinjiang dans la république de Chine. Les Ouïghours se soulevèrent à nouveau. En 1933 fut proclamée à Kachgar la république islamique du Turkestan oriental (16 mars 1933 — 16 février 1934) qui dure environ un an avant d'être anéantie par les musulmans Hui, alliés des chinois et soutenus par l'Union soviétique. En 1944, nouvelle tentative dans la région principalement kazakhe d'Yili, plus au nord avec la seconde république du Turkestan oriental (12 novembre 1944 - 20 octobre 1949). Celle-là dura cinq années, pendant lesquelles les Ouïghours administrèrent une région semi-autonome tolérée par le Kuomintang. L’expérience prit fin en 1949, avec la fuite du Kuomintang à Taïwan et la déclaration de la république populaire de Chine sur le continent.

### République populaire de Chine

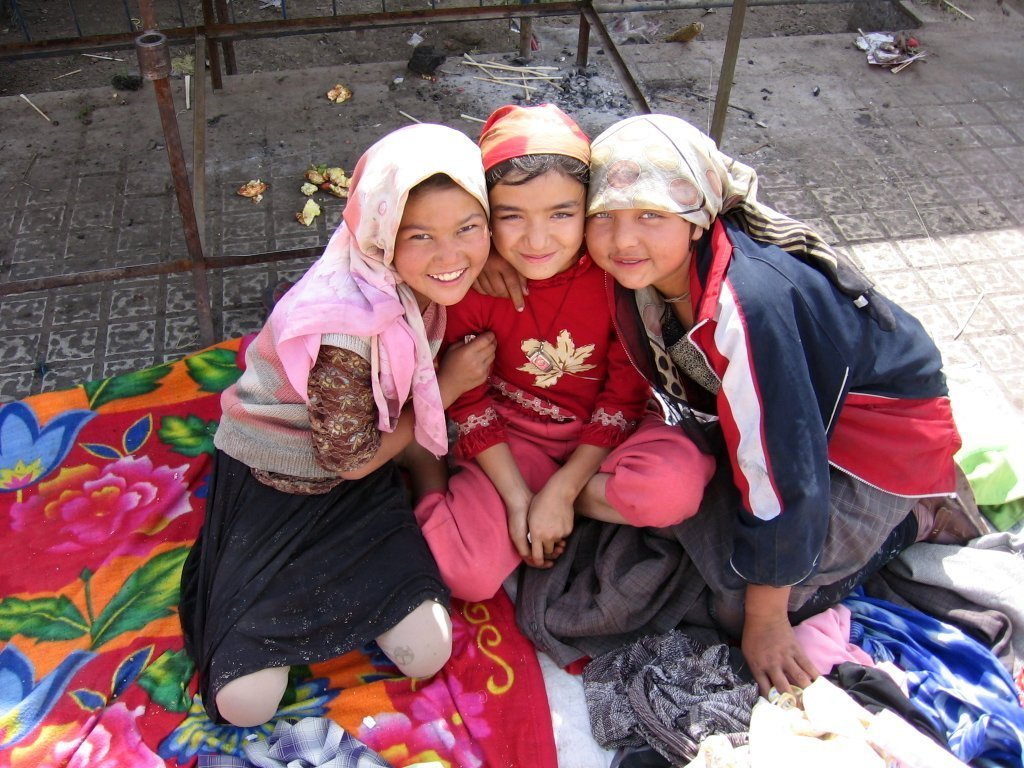
Fillettes ouïghoures.

En 1950, un an après la victoire des communistes sur les nationalistes du Kuomintang de Tchang Kaï-chek, le Xinjiang passa sous la domination communiste chinoise qui perdure depuis. Un nouveau soulèvement ouïghour,en 1954 à Hotan échoua face à l’Armée rouge chinoise.
La région est riche en ressources minérales naturelles capitales pour la Chine (elle recèle en particulier les plus importantes réserves de pétrole, de gaz naturel, de charbon et d'uranium de Chine), et constitue également une zone de peuplement han, ce qui est considéré par une partie des populations locales comme une colonisation han et demeure une grave source de tensions entre communautés.

### La Première République du Turkestan oriental (1933-1934)

Rouge : Première République, au sein de la région du Xinjiang, sur une carte de la Chine.

À la suite du soulèvement de Wuchang, dans l'actuel Wuhan, en 1911, l’empire chinois s'effondre, la province passe sous le contrôle successif de trois seigneurs de guerre chinois exerçant un pouvoir despotique. Après l’assassinat du premier (Yang Zhengxin) en 1928, Jin Shuren lui succède. Ses politiques maladroites sur fond d’ingérences japonaises, britanniques et soviétiques alimentent la multiplication des troubles. Il met un terme au régime d’autonomie dont bénéficiait la principauté de Komul (Hami) dans l’est du Xinjiang. Alors qu’il encourage l’établissement de colons han après avoir exproprié des paysans, une révolte des Ouïghours de Komul menée par Khoja Niyaz et Yulbars Khan éclate en 1931. Les rebelles sont épaulés par le seigneur de guerre hui, Ma Zhongying, venu en renfort du Gansu voisin. Durant l’hiver 1932-1933, alors que s’activent les réseaux nationalistes souterrains et les différentes factions opposées au pouvoir provincial, les oasis du bassin du Tarim se soulèvent les unes après les autres. Le pouvoir provincial basé à Ürümqi finit par être coupé du sud de la province par les rebelles dounganes alliés aux musulmans turcophones. Dans le Sud du Xinjiang, fief traditionaliste anticommuniste, une révolte menée par les émirs de Khotan éclate en 1933.
La première république du Turkestan oriental, ou république islamique du Turkestan oriental (RITO), est fondée en novembre 1933. Parallèlement, Sabit Damollah, proche du courant jadid, qui a activement milité pour rallier les différents foyers insurrectionnels à la RITO, tente de rallier l’st du Xinjiang en propulsant président Khoja Niyaz. L'émir de Khotan, Emin Bughra (en), est Premier ministre. Une alliance entre le courant islamique conservateur et les réformistes jadid s’opère. Comme le souligne sa constitution, la RITO est un État islamique fondé sur l’application de la sharia. Cependant, beaucoup des ministres de la RITO sont des personnalités proches du mouvement jadid. Outre assurer sa propre survie, la RITO tente de soustraire le Turkestan oriental à l’occupation chinoise et à l’influence soviétique. Mais le régime, fragile, est mis à bas le 6 février 1934 par la bête noire des autorités provinciales, Ma Zhongying, retourné par les Soviétiques contre la RITO.

### La Seconde République du Turkestan oriental (1944-1949)

Rouge : Seconde République, au sein de la région du Xinjiang, sur une carte de la Chine.

La Seconde République dure cinq ans, sur des territoires principalement kazakhes, de ce qui fait aujourd'hui la région autonome kazakhe d'Yili.

### La résistance ouïghoure

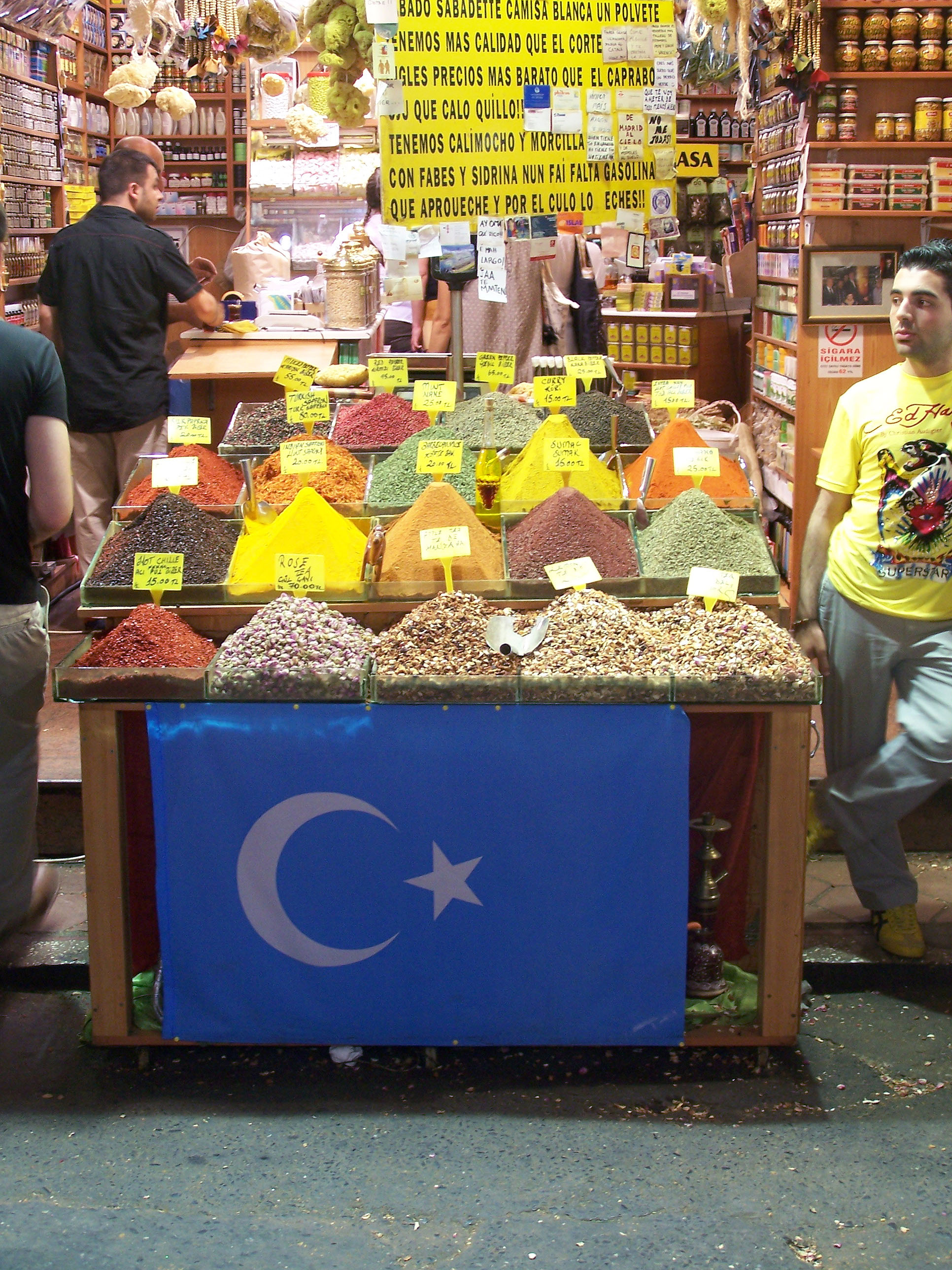
Un marchand d'épices au Bazar égyptien, dans le district d'Istanbul Eminonu, avec le drapeau du Turkestan oriental.

Le Parti islamique du Turkestan est un mouvement au profil plutôt flou et obscur. Il est placé sur la liste des « organisations terroristes » par les États-Unis et l’ONU en septembre 2002 pour ses liens avec Al-Qaïda. Il acquiert une dimension internationale lors des attentats qu'il commandite avant les Jeux olympiques d'été de 2008.
La résistance populaire ouïghoure d’aujourd’hui remonte à la fin des années 1980. En avril 1990, un soulèvement a lieu dans la ville d’Akto. Plus de 1 000 habitants descendent dans la rue pour protester contre le refus des autorités chinoises d’autoriser la construction d’une mosquée. Les troupes chinoises tirent sur la foule faisant plus de 60 morts. En avril 1990 a lieu le combat de Baren dont on ne sait pas grand chose. En juillet, les autorités du Xinjiang annoncent l’arrestation de 7 900 personnes au cours d’une opération « visant à arrêter les activités criminelles de séparatistes ethniques et autres délinquants criminels. »
La campagne contre le crime lancée sous le nom de « Frapper fort » par le gouvernement chinois en 1996, si elle entendait répondre aux inquiétudes de la population devant l’expansion de la criminalité et de la délinquance, a été l’occasion pour la police chinoise de s’en prendre aux militants politiques et religieux du Xinjiang, dont un certain nombre, accusés d’être favorables à l’indépendance, ont été exécutés publiquement à grand renfort de publicité. Plus de 10 000 personnes accusées de « séparatisme » ont été arrêtées au cours de cette campagne.

### La révolte de 1997 et l'incident de Guldja
Le 5 février 1997, à la veille du Ramadan, trente dignitaires religieux de renom sont arrêtés par la police à Guldja (en chinois : Yining). Six-cents jeunes Ouïghours descendent alors dans la rue et vont réclamer leur libération devant le siège local du gouvernement. Ils sont brutalisés par la police et les troupes paramilitaires et violemment dispersés à coups de matraques électriques, de canons à eau et de gaz lacrymogènes. Dès le lendemain se déroule une manifestation massive de protestation. Les policiers et les paramilitaires tirent sur les manifestants. Bilan : 167 morts. Dans les heures qui suivent, 5 000 personnes sont arrêtées, dont des personnes âgées, des jeunes femmes et des enfants. On les accuse de vouloir « diviser la patrie », de mener une activité criminelle et fondamentaliste religieuse, bref d’être des « éléments contre-révolutionnaires ». Le gouvernement chinois décide alors l’exécution publique de sept Ouïghours pour l'exemple. Les sept victimes sont exécutées d’une balle dans la nuque, chargées sur un camion découvert et promenées à petite vitesse à travers la foule qui fréquente le bazar ouïghour et les quartiers environnants. Lorsque les Ouïghours qui pleurent les condamnés s’approchent trop près des camions, les soldats ouvrent le feu, faisant neuf nouvelles victimes. Le 15 octobre 2001, deux participants au soulèvement de 1997 furent exécutés, trois autres condamnés à des peines de mort suspendues pour deux ans et six autres à des peines de prison (dont deux à perpétuité).

### La répression chinoise depuis 2001
Le gouvernement chinois a profité du 11 septembre 2001 pour vendre son programme anti-terroriste à l’étranger. Il a obtenu l’extradition de militants ouïghours de plusieurs pays, dont le Pakistan, le Kazakhstan et le Kirghizistan. Vingt-six Ouïghours (au moins) ont été capturés en Afghanistan et au Pakistan et détenus à Guantanamo. À leur libération, cinq ont été expulsés vers l'Albanie (en 2007) et dix-sept devaient être accueillis par Palaos, en juin 2009, suscitant les protestations de Pékin. Quatre autres ont reçu des permis de séjour dans les Bermudes. En février 2010 la Suisse décide également d'accueillir deux Ouïghours à titre humanitaire ; ils séjourneront dans le canton du Jura.
Des organisations clandestines ouïghoures sont actives à l’intérieur du pays. On en sait très peu sur ces organisations. On connaît néanmoins le nom de deux d'entre elles : le Parti islamique du Turkestan (accusé d’une série d’attentats au Xinjiang) et la Jeunesse du foyer du Turkestan oriental (qualifiée de « Hamas du Xinjiang »). Ce groupe radical qui lutte pour l’indépendance du Turkestan oriental, compterait environ 2 000 militants, dont certains auraient été entraînés à la guérilla en Afghanistan et dans d’autres pays musulmans. Mais il existe une multitude d’autres groupes et mouvements, seulement connus par ce que veut bien en dire le gouvernement chinois.
À l'étranger, les Ouïghours sont présents au Kazakhstan, en Turquie, en Allemagne, en Suède, en Suisse et aux États-Unis. Au Kazakhstan se trouve une des plus anciennes organisations ouïghoures, le Comité pour le Turkestan oriental, basé à Almaty. Il aurait intensifié ses activités ces derniers temps. Il a été formé à l’origine par d’anciens insurgés qui avaient combattu l’occupation chinoise entre 1944 et 1949. Le chef des indépendantistes ouïghours, Aysa Beg, s’est réfugié en Turquie après la fondation de la république populaire de Chine en 1949.
Le 19 septembre 2004 a été fondé à Washington D.C. le « Gouvernement en exil du Turkestan oriental », de régime parlementaire, dont le Premier ministre est Anwar Yusuf. Une constitution a été proclamée, et traduite en turc, anglais, chinois et japonais.

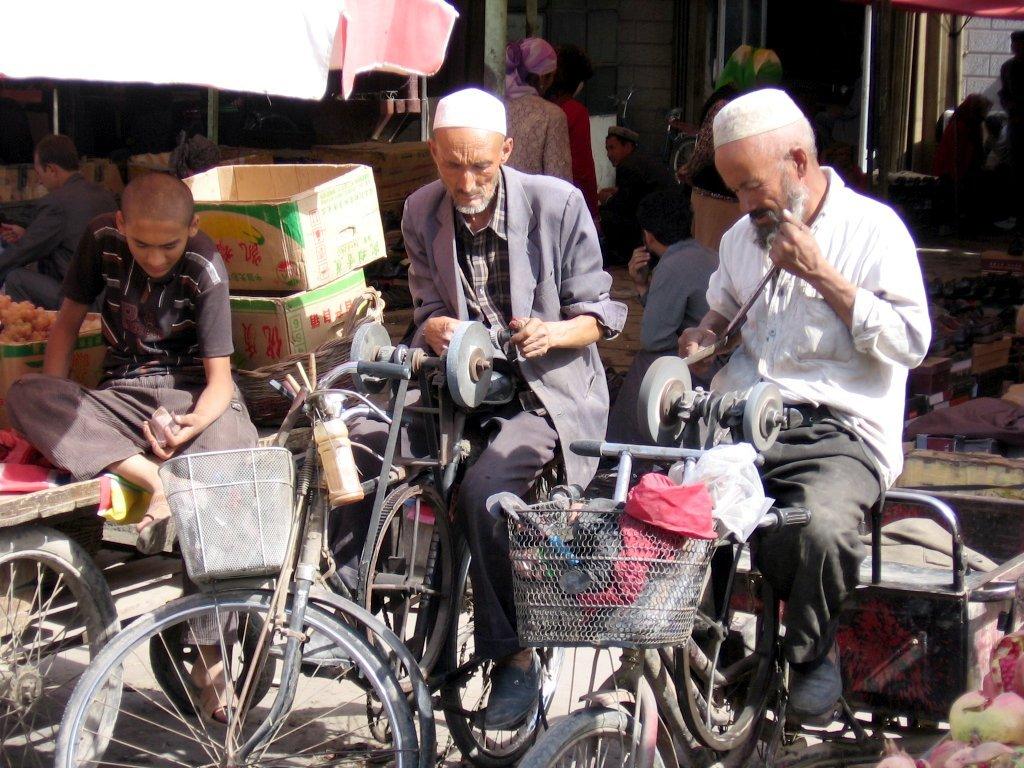
Affûteurs dans un marché de Khotan, coiffés de Dopas.

La communauté musulmane ouïgoure est présentée par les autorités chinoises comme une des principales menaces potentielles sur la sécurité des Jeux olympiques de Pékin. Sa responsabilité est mise en cause dans l'attaque d'un poste de police le 4 août 2008 dans la province du Xinjiang, attaque qui a fait seize morts.
En juillet 2009, de violentes émeutes eurent lieu, les Ouïghours s'attaquant aux Hans, avant d'être eux-mêmes sujets à une violente répression du pouvoir fédéral. Au cours d'une interview diffusé en juillet 2009 sur une station de radio française, le ministre des affaires étrangères français Bernard Kouchner qui ne semble pas trop maîtriser le sujet, évoque cette révolte et annonce « C'est une province chinoise mais les yoghourts ont toujours pensé que c'était chez eux. ».
Des atteintes systématiques portées à la langue, au patrimoine ou aux traditions religieuses des Ouïghours ont pour conséquence de réduire leur culture à un folklore[réf. nécessaire]. Ainsi, sous la raison officielle de « rénovation » afin de pallier les risques sismiques consécutifs au séisme de 2008, de nombreuses habitations historiques de la ville de Kachgar sont détruites afin de bâtir des maisons certes plus sûres, mais les locaux assimilent ces opérations à la destruction d'un patrimoine architectural.
Le 28 octobre 2013, des terroristes ouïgours commettent un attentat sur la place Tian'anmen à Pékin qui fait cinq morts et quarante blessés.
Le 1er mars 2014, un attentat terroriste attribué par les autorités chinoises au courant séparatiste des Ouïghours est commis dans la gare de Kunming, capitale du Yunnan. Plus de vingt-neuf Chinois furent tués au couteau par ces Ouïghours, en plus de 130 blessés.
En 2018, le magazine Foreign Policy révèle que la police chinoise a exigé des Ouïghours vivant en France qu'ils livrent toutes leurs informations personnelles, y compris celles de leurs conjoints français le cas échéant, en menaçant ceux qui refusent de représailles contre leurs proches restés en Chine.
Dans les années 2010, des centaines de milliers de musulmans pratiquants ouïghours et kazakhs passeraient par des camps de rééducation chinois. En août 2018, un comité d'experts des Nations unies estime qu'un million d'Ouïghours seraient détenus dans des camps d'internement et que deux millions d'entre eux le seraient dans des « camps politiques d'endoctrinement ». L'idéologie communiste serait inculquée aux détenus qui subissent des tortures et sont forcés à manger du porc et à boire de l'alcool,. En mars 2017, le gouvernement chinois interdit le port du voile islamique pour les femmes et le port de barbes considérées comme « anormales » pour les hommes. Une campagne de stérilisation forcée des femmes en âge de procréer serait également appliquée, selon un rapport publié par l'anthropologue Adrian Zenz. En avril 2017, il interdit pour les nouveau-nés l'adoption de 29 prénoms musulmans, dont Mohammed, sous peine que les enfants concernés ne se voient refuser l'obtention du livret de famille (hukou). La répression atteint des personnalités qui apparaissaient jusque-là comme des modèles d'une intégration bi-culturelle équilibrée (comme le recteur de l'université du Xinjiang, Tashpolat Tiyip, arrêté en mars 2017 ou le chanteur Ablajan Awut Ayup, détenu depuis février 2018), désormais stigmatisées comme ayant un « double visage ».
Selon l'ONU et certains chercheurs occidentaux, près d’un million de Ouïgours étaient toujours détenus dans des camps en 2018. Le président chinois Xi Jinping dément cette information. La Chine présente aussi les camps dit de « transformation par l’éducation » comme des écoles. En 2018, le magazine en ligne Bitter Winter a toutefois publié des vidéos qui auraient été tournées à l’intérieur des camps, lesquels apparaissent plutôt comme des prisons,. Les raisons ultimes de la répression renouvelée des Ouïghours ne sont pas moins controversées. D’après la Chine, des mesures de « rééducation » sont nécessaires pour prévenir la radicalisation et le terrorisme. Des chercheurs occidentaux pensent que le gouvernement craint plutôt une renaissance religieuse à laquelle il ne s’attendait pas. La mosquée de Keriya semble disparaître au printemps 2018, détruite par les autorités chinoises.
En janvier 2022, l'Assemblée nationale française adopte une résolution portée par Olivier Faure, visant à dénoncer le génocide des Ouïghours par la Chine.
Concernant le travail forcé dans le domaine des vêtements, un rapport européen de 2023 retrace les chaînes d'approvisionnement depuis la Chine vers des entreprises européennes, notamment des grandes marques.

### La diaspora ouïghoure
La diaspora ouïghoure se mobilise pour préserver la culture ouïghoure menacée du fait de l'emprisonnement de plus d'un million de Ouïghours accusés de terrorisme par les autorités chinoises et du fait de l'interdiction qui frappe en Chine l'enseignement en langue ouïghoure, supplanté par l'enseignement en mandarin. Ainsi a été créé en France en 2019 l'Institut ouïghour d'Europe, présidé par Dilnur Reyhan, qui dispense des cours de langue et organise des événements artistiques.

## Démographie
Lors du recensement de 1990, 7 214 431 Ouïgours vivaient en république populaire de Chine, 99,73 % dans la région autonome de Xinjiang, 5 739 dans le Hunan et 2 021 à Pékin. Lors du recensement de 2000, ils étaient 8 399 393 et 12 123 000 en 2017. Des groupes ouïgours revendiquent cependant une population plus importante, allant de 20 à 30 millions,,,, Certains ont même avancé le chiffre de 35 millions,. Les universitaires ont cependant généralement rejeté ces revendications, notamment le professeur Dru C. Gladney qui a écrit dans son livre Xinjiang: China's Muslim Borderland que la revendication selon laquelle la population excéderait 20 millions est peu fiable.
Environ 300 000 Ouïgours vivent au Kazakhstan (ils y sont appelés les « Turcs-Ili »), d'autres en Mongolie, en Turquie, en Afghanistan et dans d'autres pays d'Asie centrale.
Enfin, des Ouïgours ont aussi émigré en Allemagne, en France, au Pakistan, en Indonésie, en Australie, à Taïwan et en Arabie saoudite.

## Culture

### Galerie

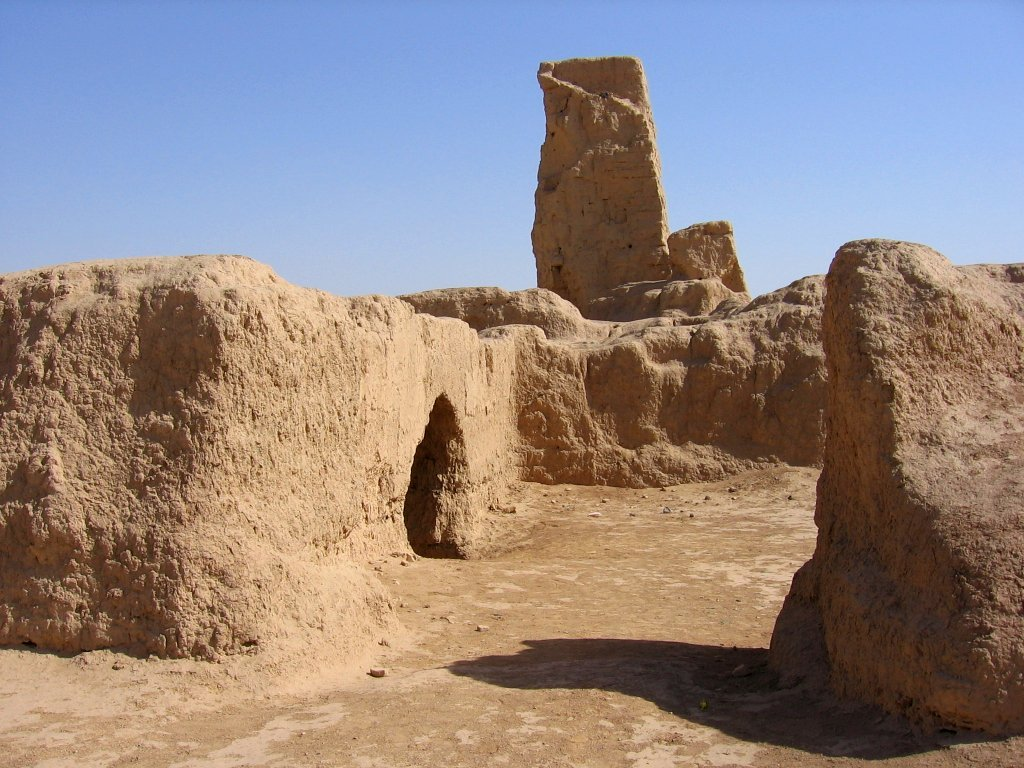
Ruines de la cité de Gaochang. Ier s de notre ère. Tourfan, Xinjiang.
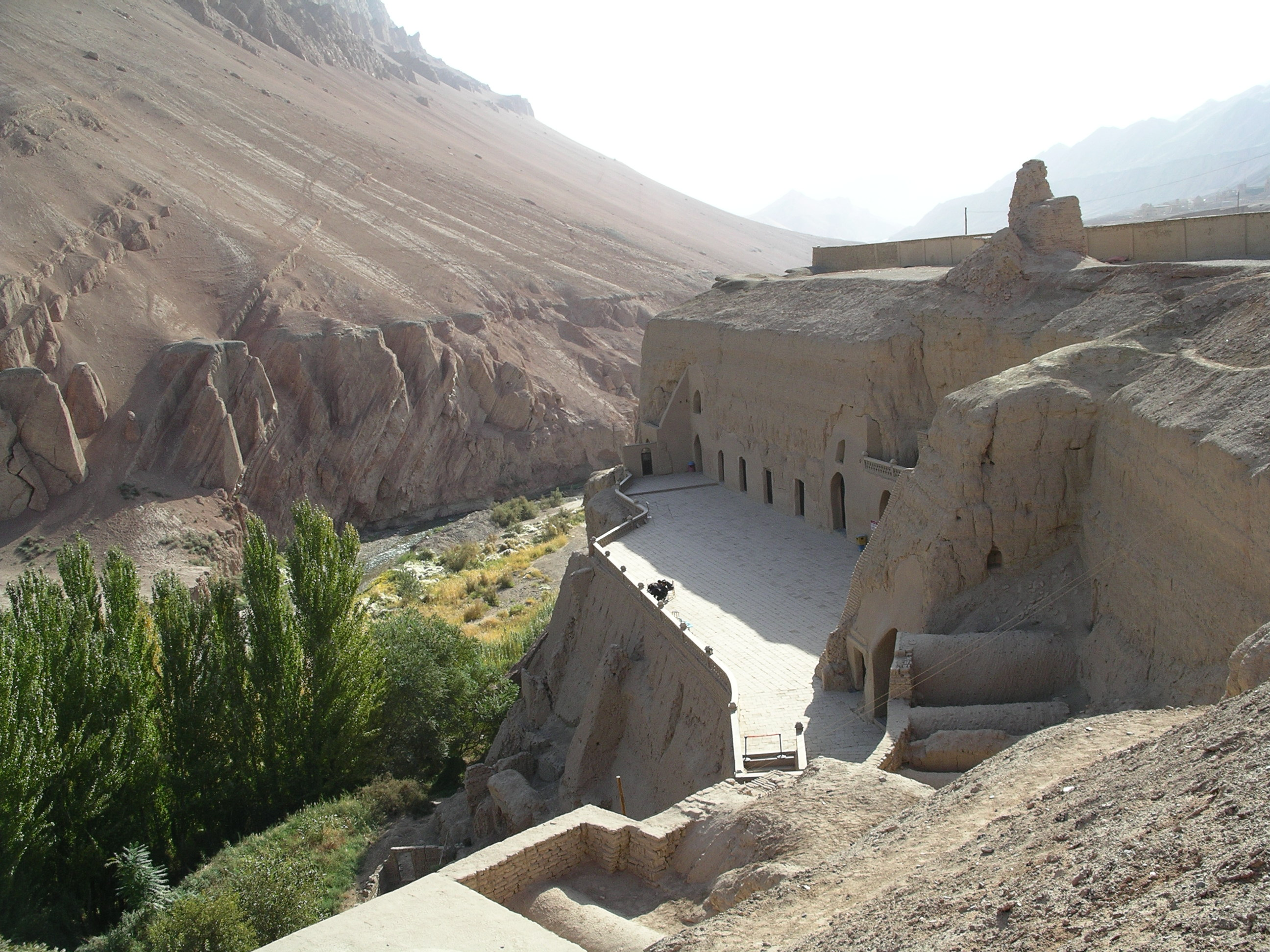
Grottes des « mille Bouddhas » de Bezeklik. Tourfan, Xinjiang.
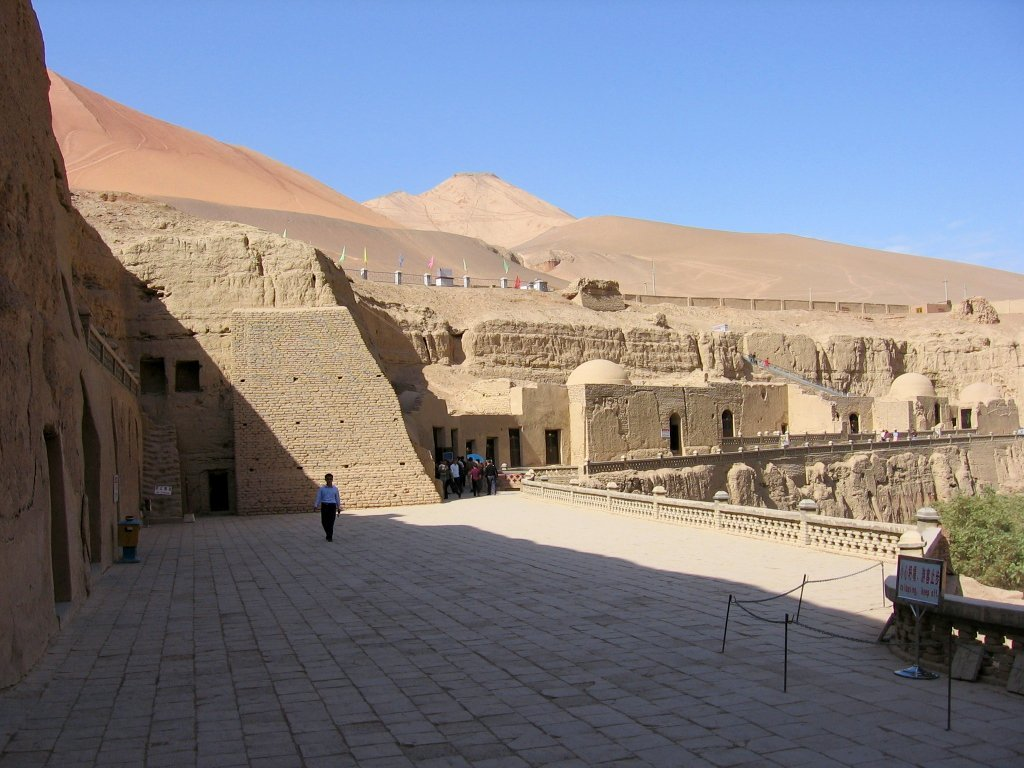
Grottes des « mille Bouddhas » de Bezeklik. Tourfan, Xinjiang.
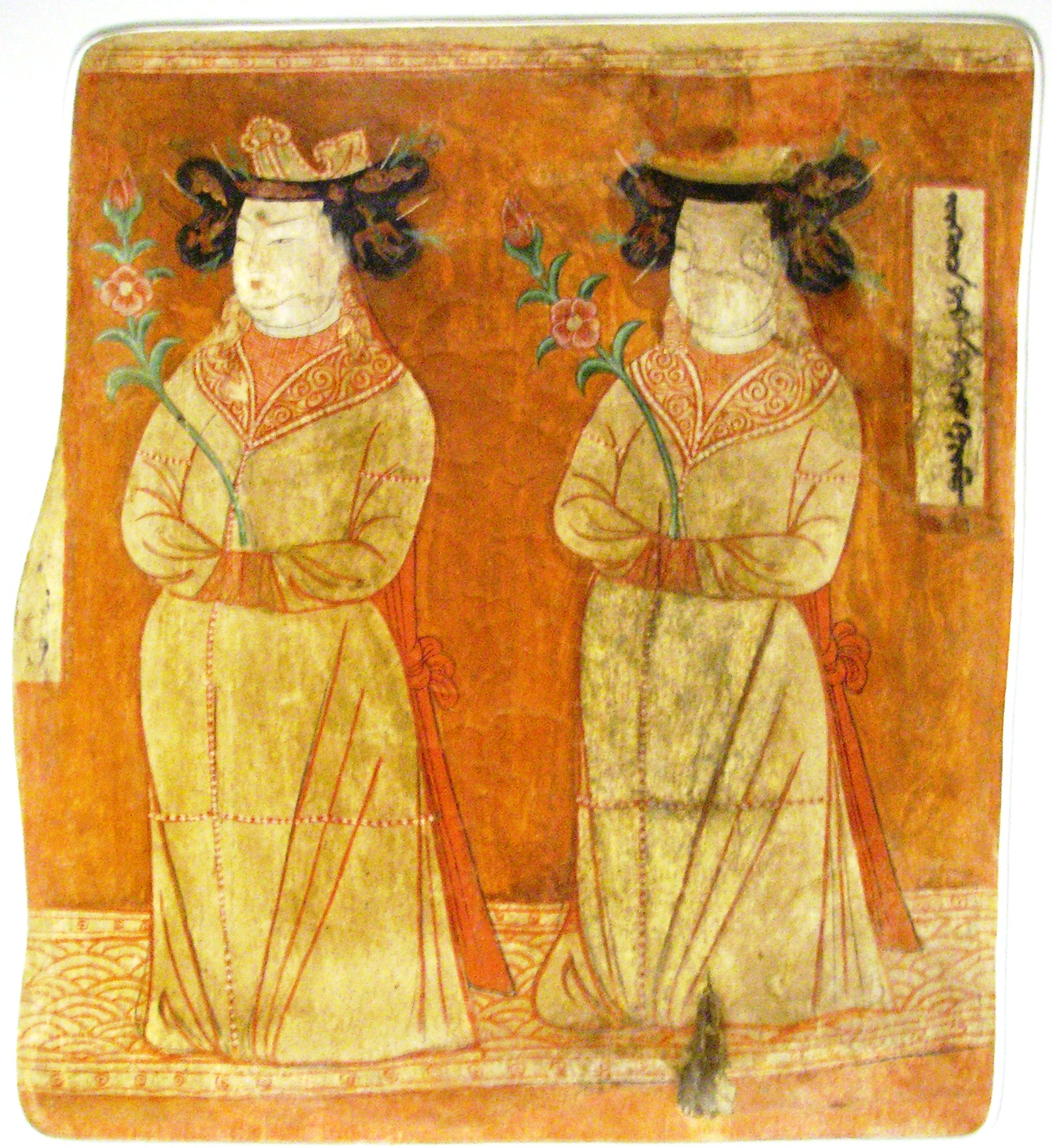
Deux princesses ouïghoures. Grotte 9, VIIIe-IXe s., peinture murale, 66 × 57 cm. Grottes des « mille Bouddhas » de Bezeklik. Museum für Asiatische Kunst (Berlin).
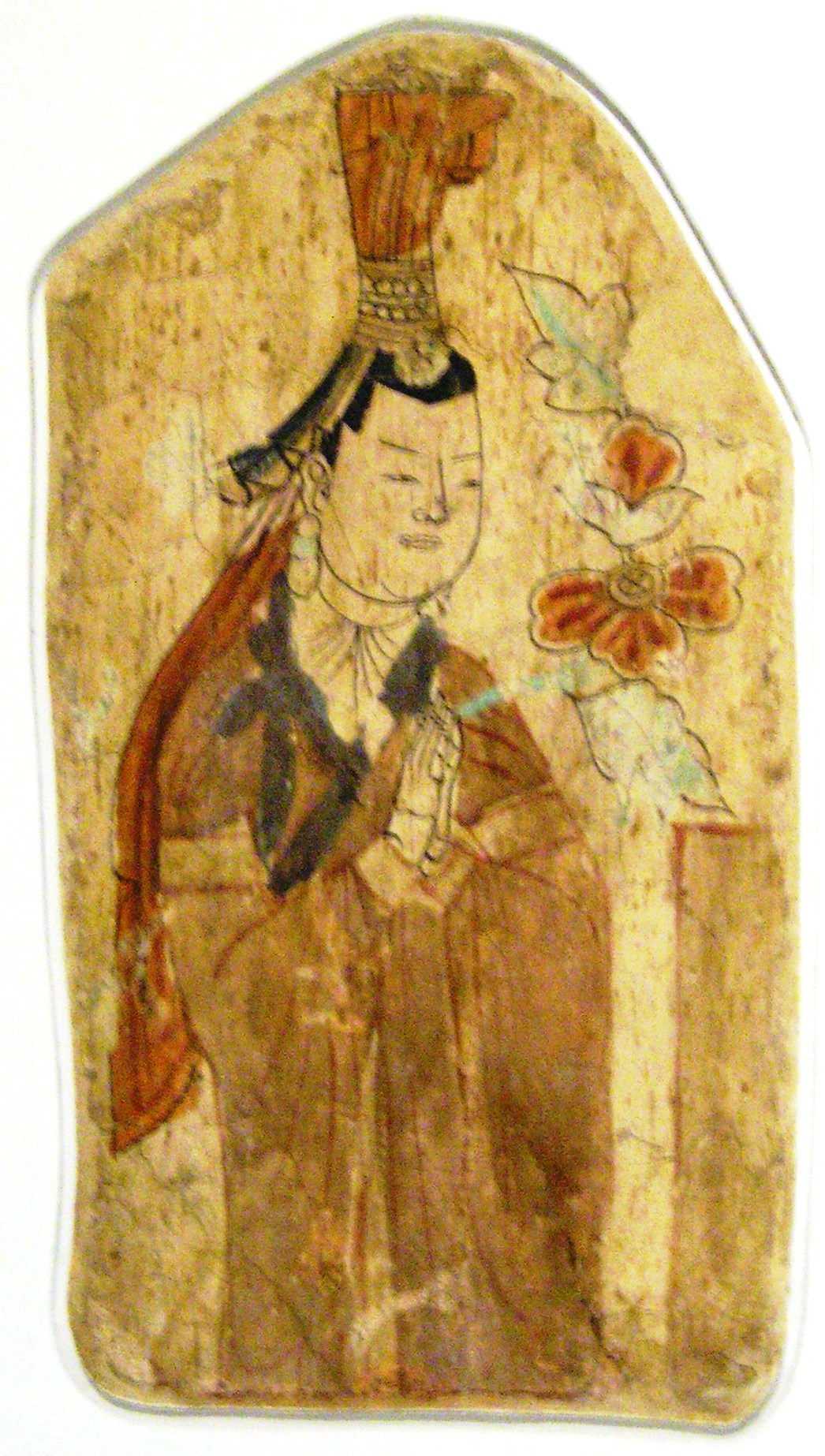
Un donateur. Grotte 17, Xe-XIe s. Peinture murale, 45 × 25 cm. Grottes des « mille Bouddhas » de Bezeklik. Museum für Asiatische Kunst (Berlin).
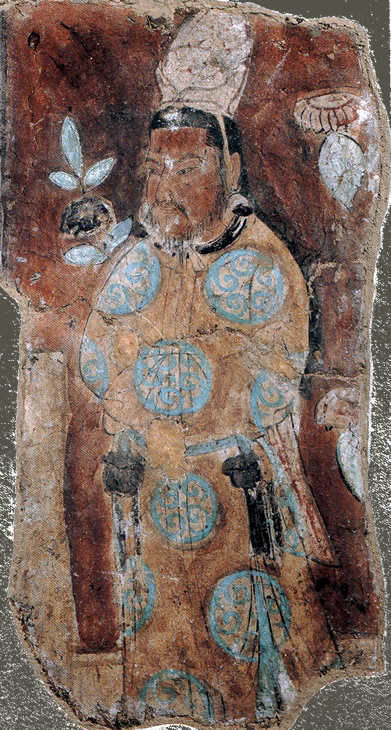
Prince ouïghour. Grottes des « mille Bouddhas » de Bezeklik. Tourfan, Xinjiang.
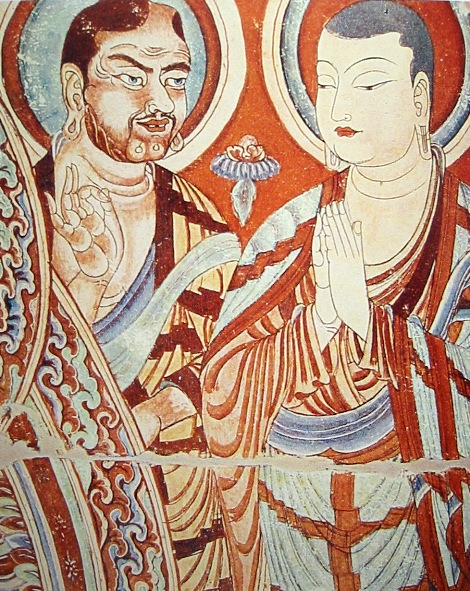
Deux moines, un moine occidental et un moine asiatique. Peinture murale. Grottes des « mille Bouddhas » de Bezeklik. Tourfan, Xinjiang.
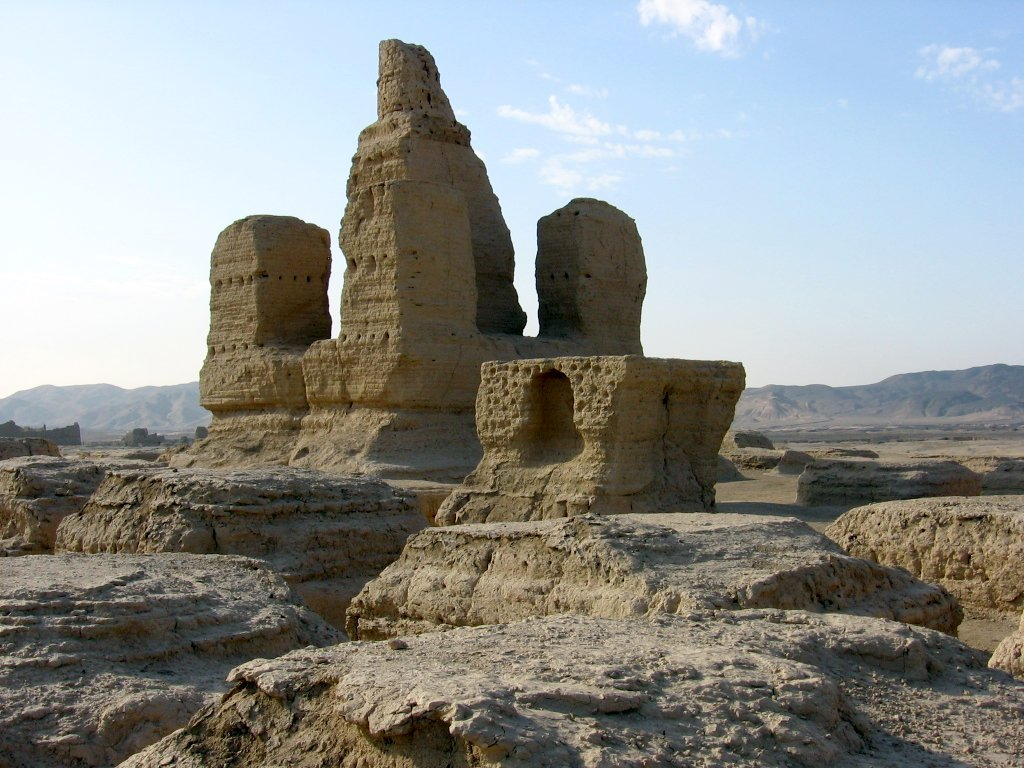
Ruines de la cité de Jiaohe, VIIIe-Xe s. dynastie des Tang. Tourfan, Xinjiang.
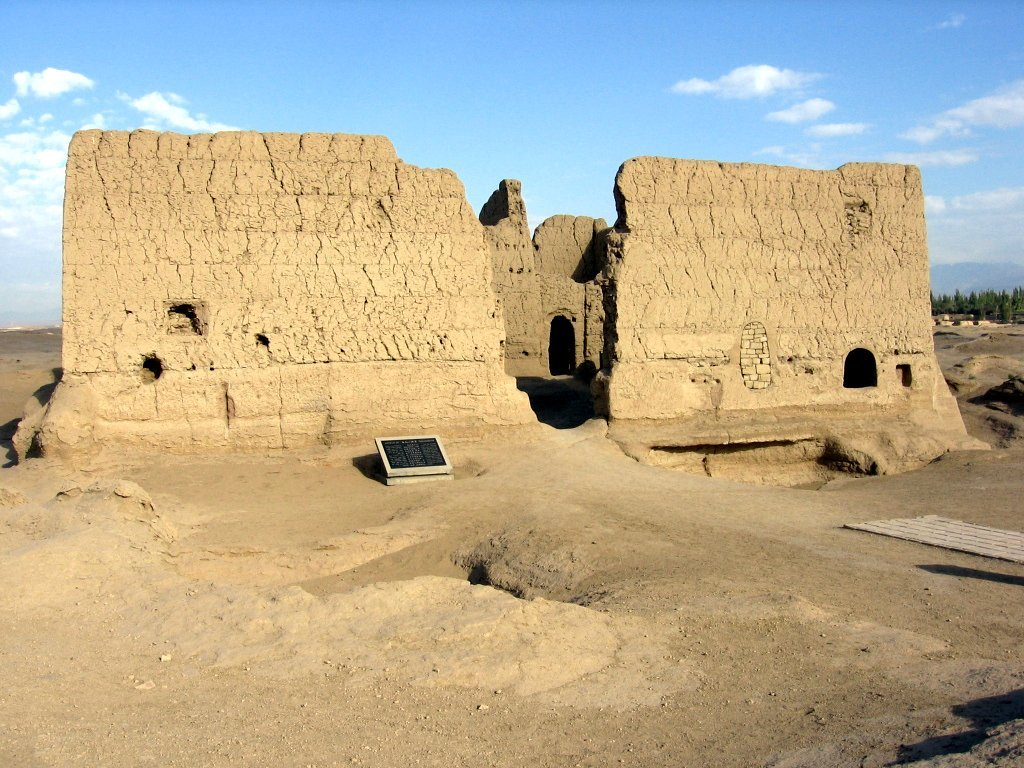
Ruines de la cité de Jiaohe, VIIIe-Xe s. Tourfan, Xinjiang.
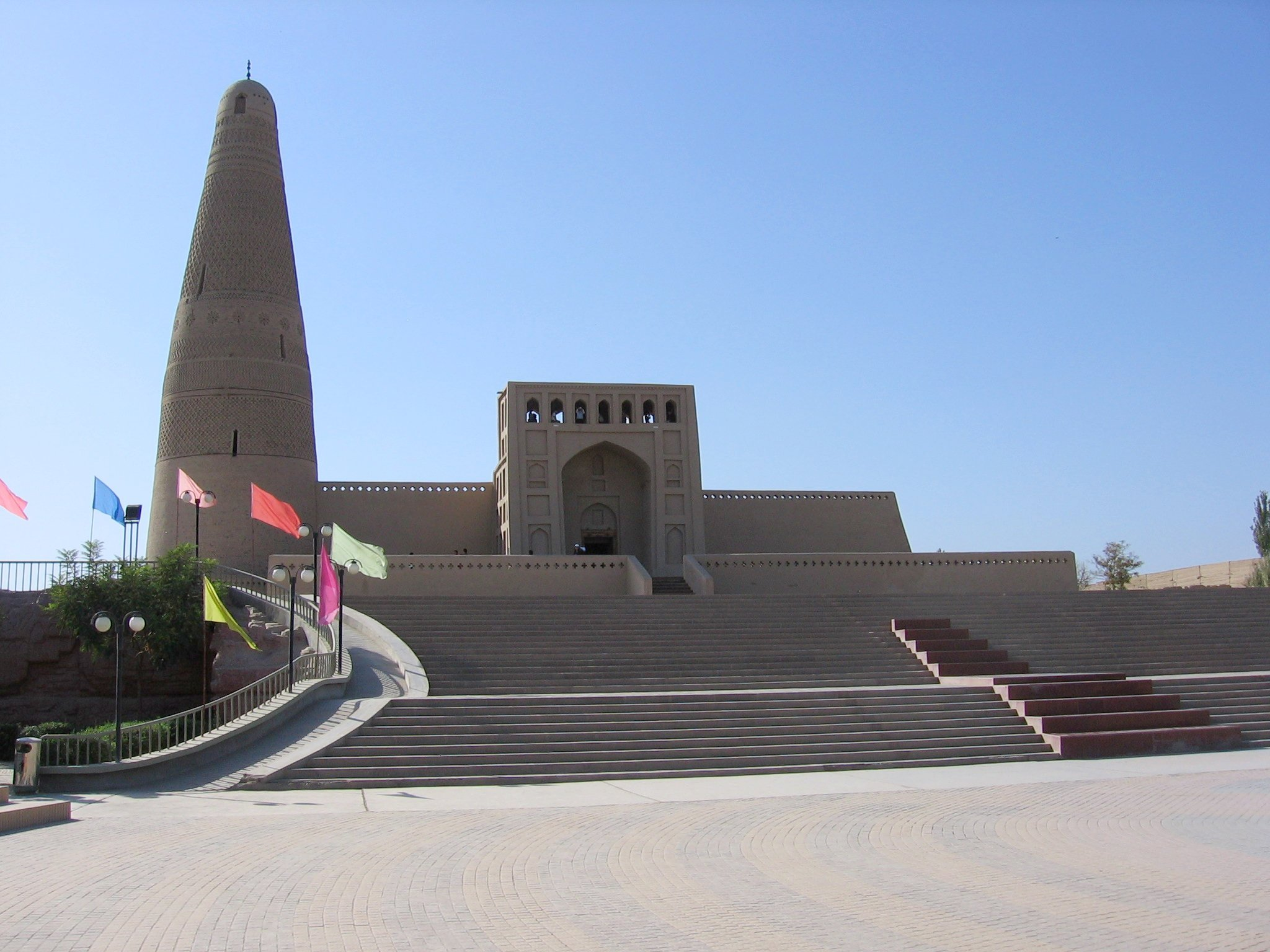
Minaret Emin (1777). 44 m de hauteur, diamètre à la base 10 m. À proximité d'une des plus grandes mosquées de la province. Tourfan, Xinjiang.
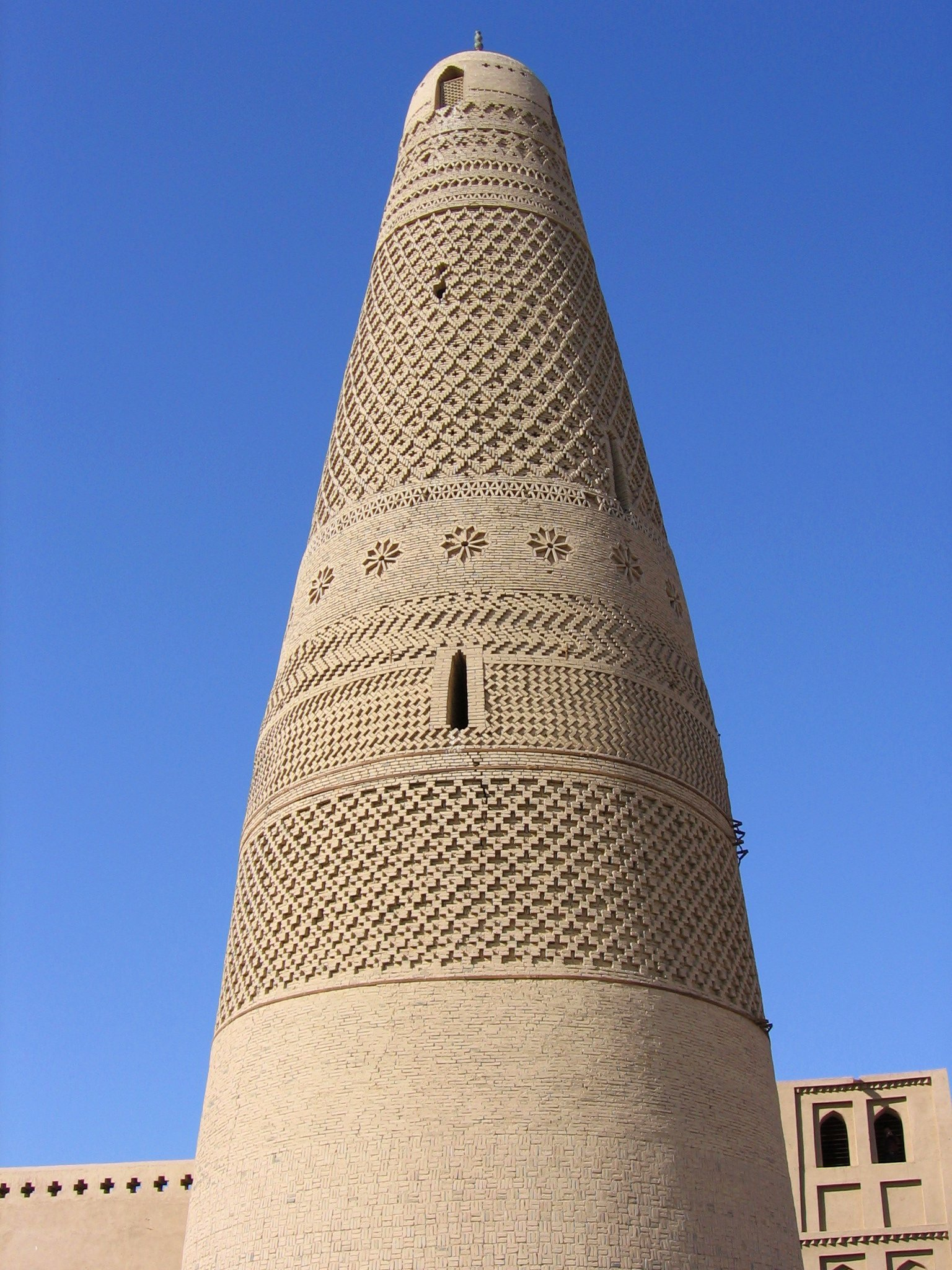
Détail du minaret Emin. Tourfan, Xinjiang.
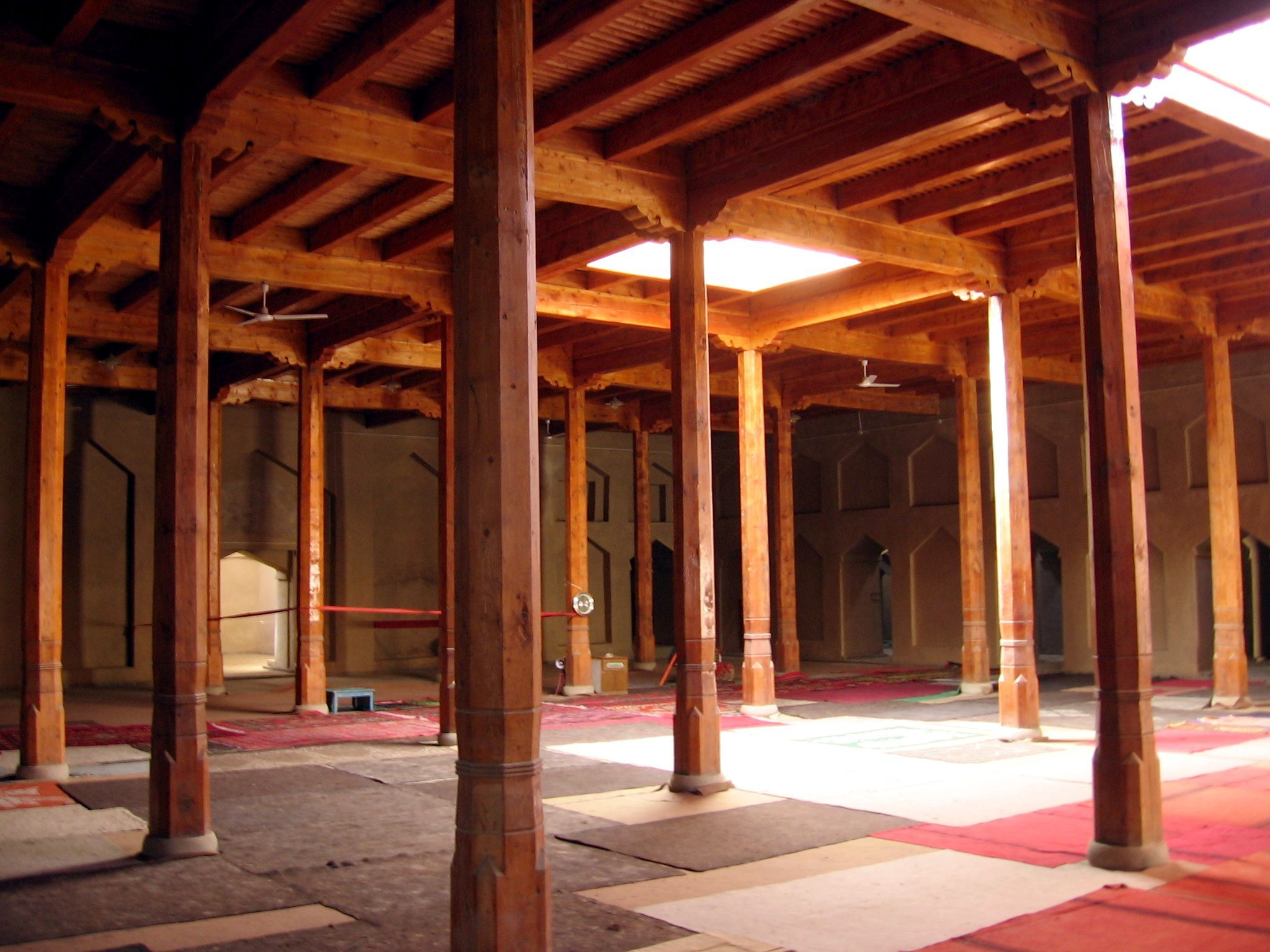
Grande mosquée de Tourfan, Xinjiang.
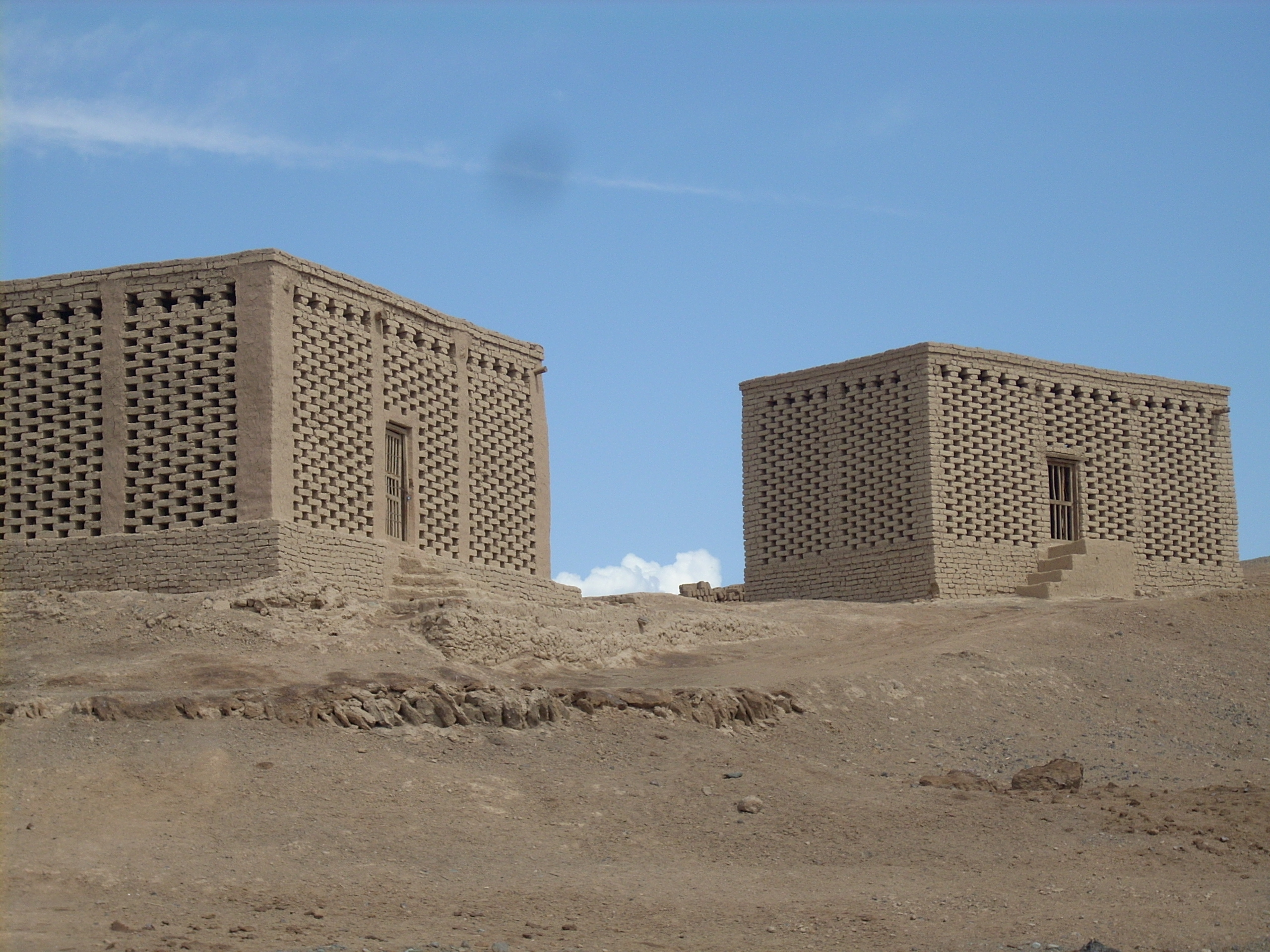
Grands séchoirs à raisin (ouïghour : Chunche). Boyluq. Tourfan, Xinjiang.
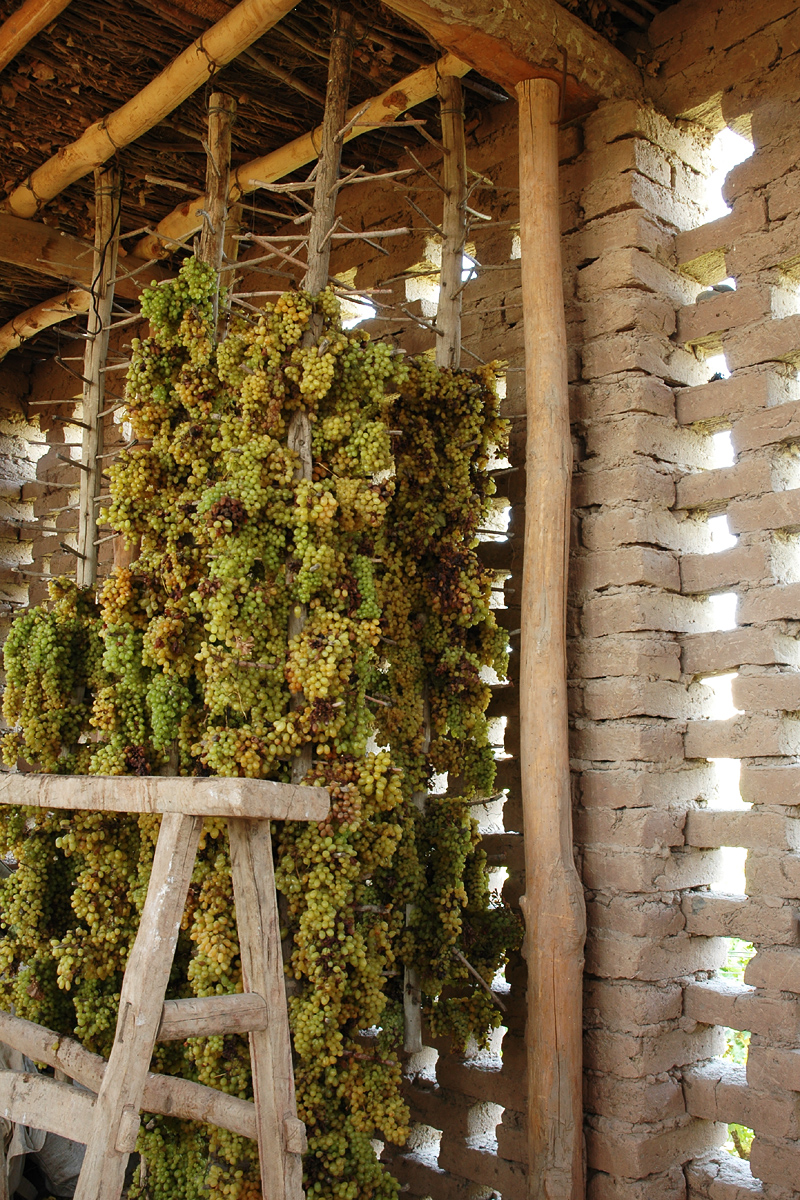
Vue intérieure d'un séchoir à raisin.
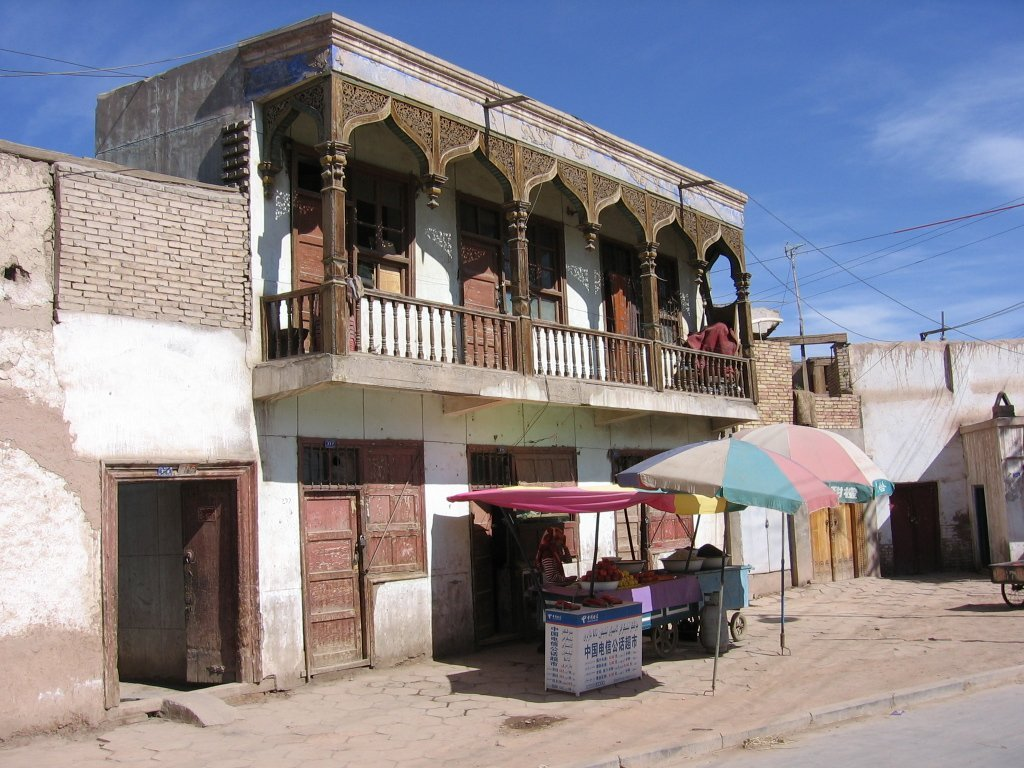
Maison du vieux Kachgar, Xinjiang.
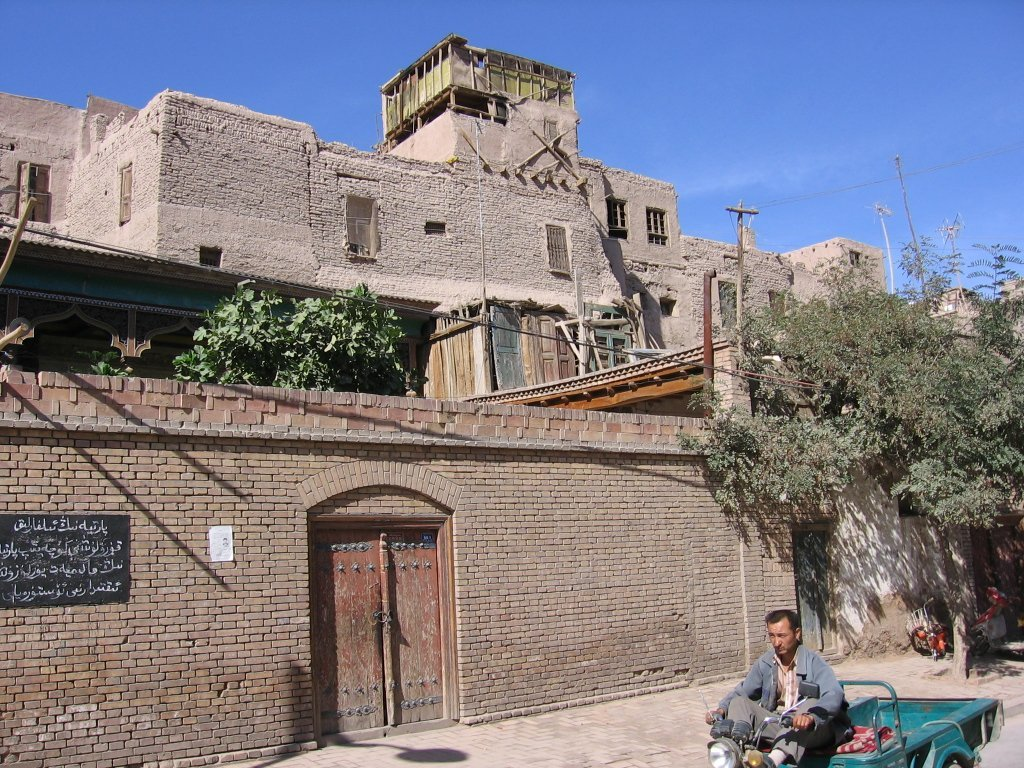
Maison à étages du vieux Kachgar, Xinjiang.
Mausolée d'Abakh Khoja : Construit au XVIIe siècle, c'est le lieu le plus sacré du Xinjiang, et l'un des plus beaux exemples d'architecture islamiques en Chine. Kachgar.
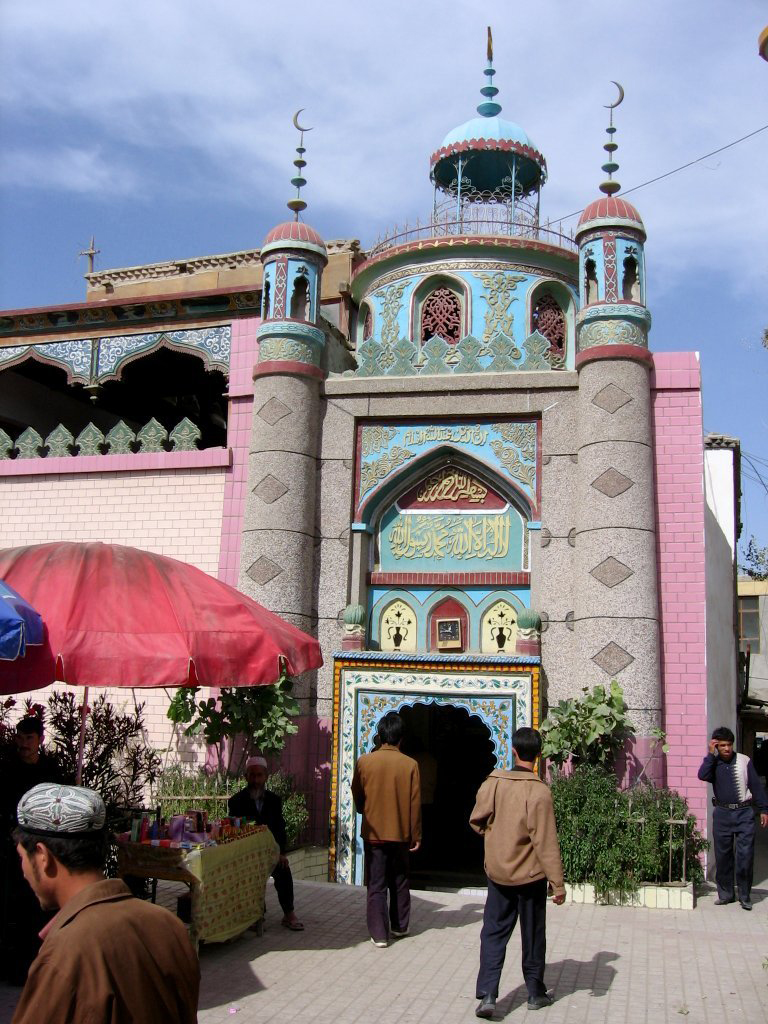
Une mosquée de Khotan, Xinjiang.
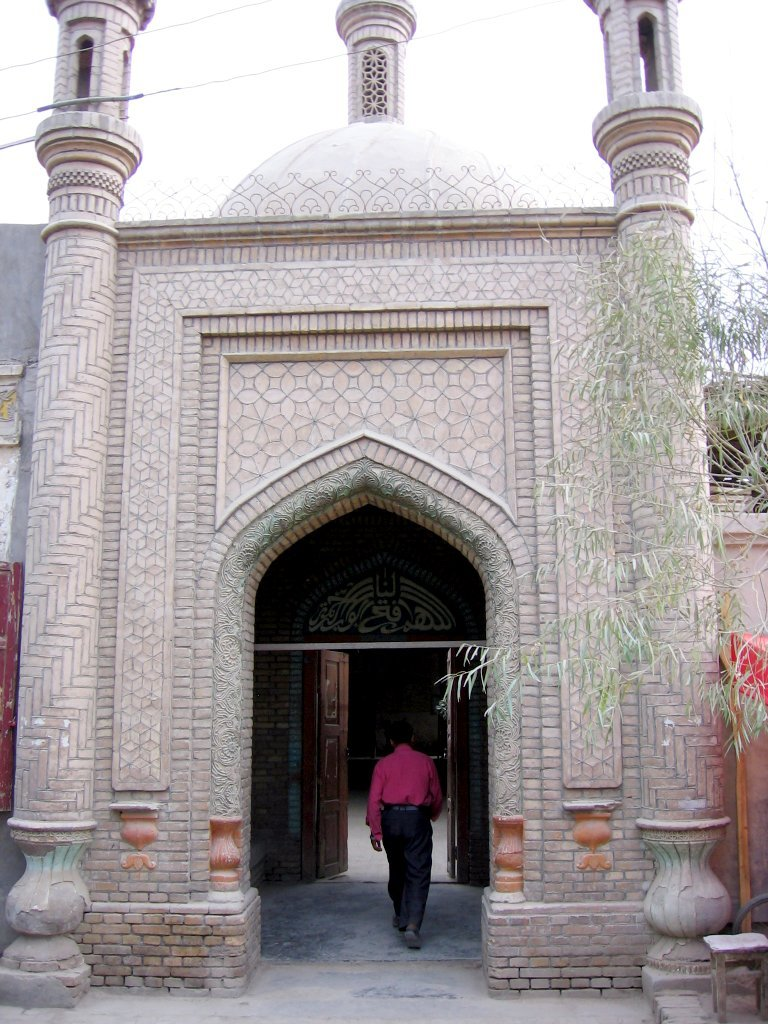
Une mosquée de Yarkand (Sache), Xinjiang.
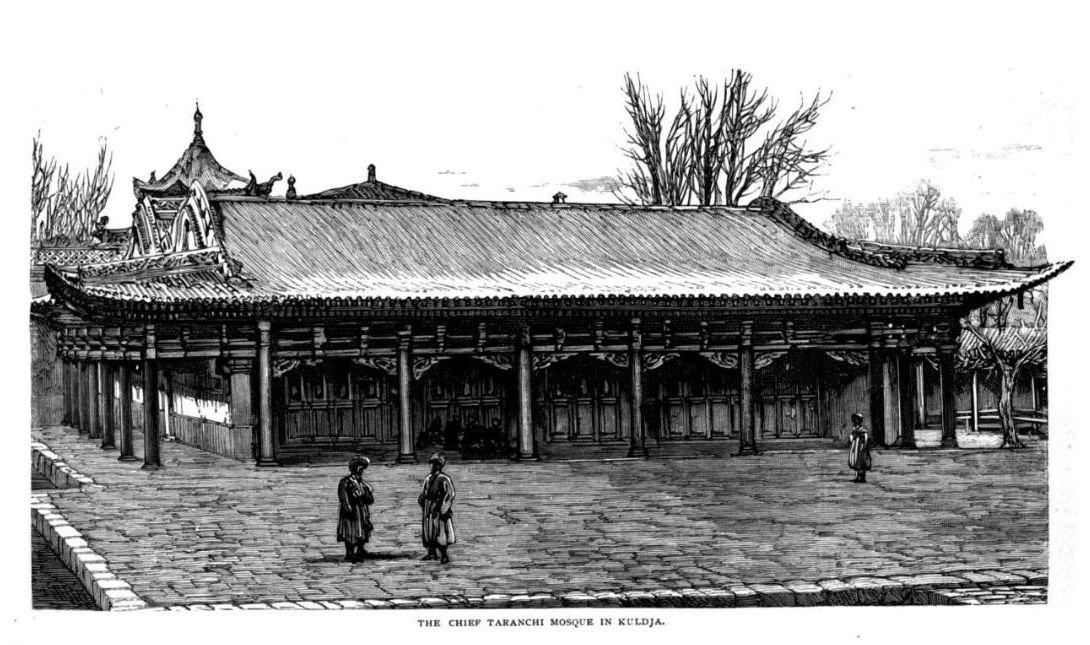
La grande mosquée de Kuldja, dessin de 1882. La grande mosquée Baitula, principale mosquée ouïghour de Yining.

### Littérature
Les ouighourophones seraient entre 20 et 25 millions, à pratiquer les langues ouïghoures ou langues turques sud-orientales, (dont la langue hezhou (en), langue mixte ouighour-salar-mandarin, en usage au Gansu (Chine)).
L'écriture ouïghoure latine a fait place à l'écriture ouïghoure nouvelle.
Parmi les textes anciens, dus aux traducteurs de la Bible en ouïghour (en) :
- Traductions de la Bible en ouighour (en), dont Le Nouveau testament par Jean de Montecorvino vers 1310

Parmi les écrivains :
- Mohammed Reza Agakhi (1809-1874), poète, chroniqueur, historien
- Musa Sayrami (1836-1917)
- Mehmet Emin Buğra (de) (1901-1965)
- Zunun Kadir (en) (1911-1989), poète, dramaturge, romancier
- Ziya Samedi (en) (1914-2000), romancier
- Abdurehim Ötkür (1923-1995), poète, romancier
- Turghun Almas (en) (1924-2001), poète, historien
- Zordun Sabir (en) (1937-1998), romancier, trilogie Anayurt
- Durnyam Mashurova (en) (1943-), poétesse, mémorialiste, romancière
- Memtimin Hoshur (en) (1944-), journaliste, écrivain
- Nurmemet Yasin (en) (1977-2011), nouvelliste

### Discographie
- Turkestan chinois : le muqam des dolan : musique des Ouïgours du désert de Taklamakan (Huseyn Yahya, Supi Turdi, Muhammad Mutallip et al., chant, tambour), Maison des cultures du monde, Naïve, Paris, 2006, disque compact (58 min 45 s) + brochure (27 p.)
- (en) Uyghur instruments, enregistrements collectés par Laurent Jeanneau et Shi Tanding, Kink Gong, Dali, 2009, disque compact (1 h 08 min)

### Filmographie
- (en) The serf system in the town of Shahliq: the chinese historical ethnographic film series, 1957-1966, film documentaire de Hou Fangruo, Liu Boqian (et al.), IWF Wissen und Medien gGmbH, Göttingen, 1998, 44 min (DVD)
- Le Torrent qui porta le chant aux Ouighours, film documentaire de Mylène Sauloy, La Huit distribution, Adavision, Paris, 200.?, 52 min (DVD)
- Uyghur Xinjiang China, film documentaire réalisé par Laurent Jeanneau et Shi Tanding, Kink Gong, Dali, 2009, 56 min (DVD)
- Tous surveillés - 7 milliards de suspects, film documentaire réalisé par Sylvain Louvet, 2019, ARTE évoque la répression des Ouïghours en Chine par les moyens de la reconnaissance faciale.